# 深海光鰓魚
深海光鰓魚（學名：Chromis abyssus），又稱深海光鰓雀鯛，是輻鰭魚綱鱸形目雀鯛科光鰓魚屬的其中一種，分布於西太平洋帛琉Ngemelis群島海域，深度107至150公尺，本魚體呈橢圓形而側扁，體色為深灰色，每個鱗片的中心有一個大的帶金屬光澤的深藍色斑點，胸鰭和腹鰭上的薄膜為炭灰色，背鰭和臀鰭的棘部上有深藍色邊緣，尾鰭有斑駁的深藍色和黑色，胸鰭有一個黑色卵形斑點，背鰭硬棘14枚、背鰭軟條12-13枚、臀鰭硬棘2枚、臀鰭軟條12-14枚，體長可達9.8公分，棲息在沙石底質且有大岩石露出的海域，成魚通常單獨活動，稚魚及亞成魚會成小群活動，生活習性不明。